# Joep Francotte
Wilhelm Joseph (Joep) Francotte (29 december 1920 - Valkenburg, 5 september 1944) was een Nederlands verzetsstrijder.
De dakdekker Joep Francotte uit Vaals was tijdens Duitse invasie in 1940 dienstplichtig soldaat bij het Depot Geneeskundige Troepen (rnr: 201229048) in Amsterdam. Hij werd in Duitsland verplicht te werk gesteld maar op 27 maart 1943 in Aken gearresteerd (gevangenennummer 3776) wegens Fernbleiben von der Arbeit en na zijn veroordeling overgebracht naar Düsseldorf. Tijdens een bombardement in de nacht van 11 op 12 juni 1943 wist hij te ontvluchten en kwam uiteindelijk weer in Amsterdam terecht. Daar heeft hij voor het verzetsblad Je Maintiendrai gewerkt voordat hij zich in de zomer van 1944 bij de Knokploeg Zuid-Limburg van het verzet aansloot.
Na de arrestaties in Weert, waarbij op 21 juni 1944 bijna de volledige top van de Limburgse L.O. was gearresteerd en de „klap van Wittem“, waarbij op van 21 juli 1944 tien mensen van het district Gulpen van de L.O. waren gearresteerd, was een van de resultaten van de daaropvolgende folterverhoren, dat de Sipo Maastricht onder leiding van Richard Nitsch en Max Strobel op 22 juli 1944 in Simpelveld een huis binnenvielen. Zij hoopten daar Francottes vriend Sjeng Coenen  te arresteren. Op dat moment werd net diens oom begraven. Coenen zag kans het huis op tijd te verlaten.
Francotte  en Coenen sloten zich daarop bij de knokploeg Zuid-Limburg aan.
Coenen en Francotte doken onder in de „duikherberg“ van de L.O. in Geulhem.
Zij bleven actief en namen deel aan de overval op het Huis van Bewaring van Maastricht op 2 september 1944. Bij deze overval werden 80 gevangenen bevrijd.
Op 5 september 1944 (Dolle Dinsdag) werden Coenen en Francotte gearresteerd door de Duitsers. Zij hadden zojuist uit de boerderij van J.F.A. Horsmans in Ulestraten (dit was NIET hun hoofdkwartier, dat in hetzelfde dorp gevestigd was) voertuigen weggehaald en in een bos verstopt, omdat daar terugtrekkende Duitse militairen zouden worden ingekwartierd. Zij waren nog niet klaar, maar toen ze terugkwamen, waren de Duitsers al gearriveerd. Die werden achterdochtig, ondanks de bevestiging van Horsmans dat het om kennissen van hem ging, en vonden bij Coenen een pistool. Op bevel van de Valkenburgse Ortskommandant majoor Bernhardt werden zij op de Cauberg doodgeschoten. De eveneens aanwezige F.M. Meulenkamp kon zich uit de voeten maken, omdat Coenen de aandacht afleidde.

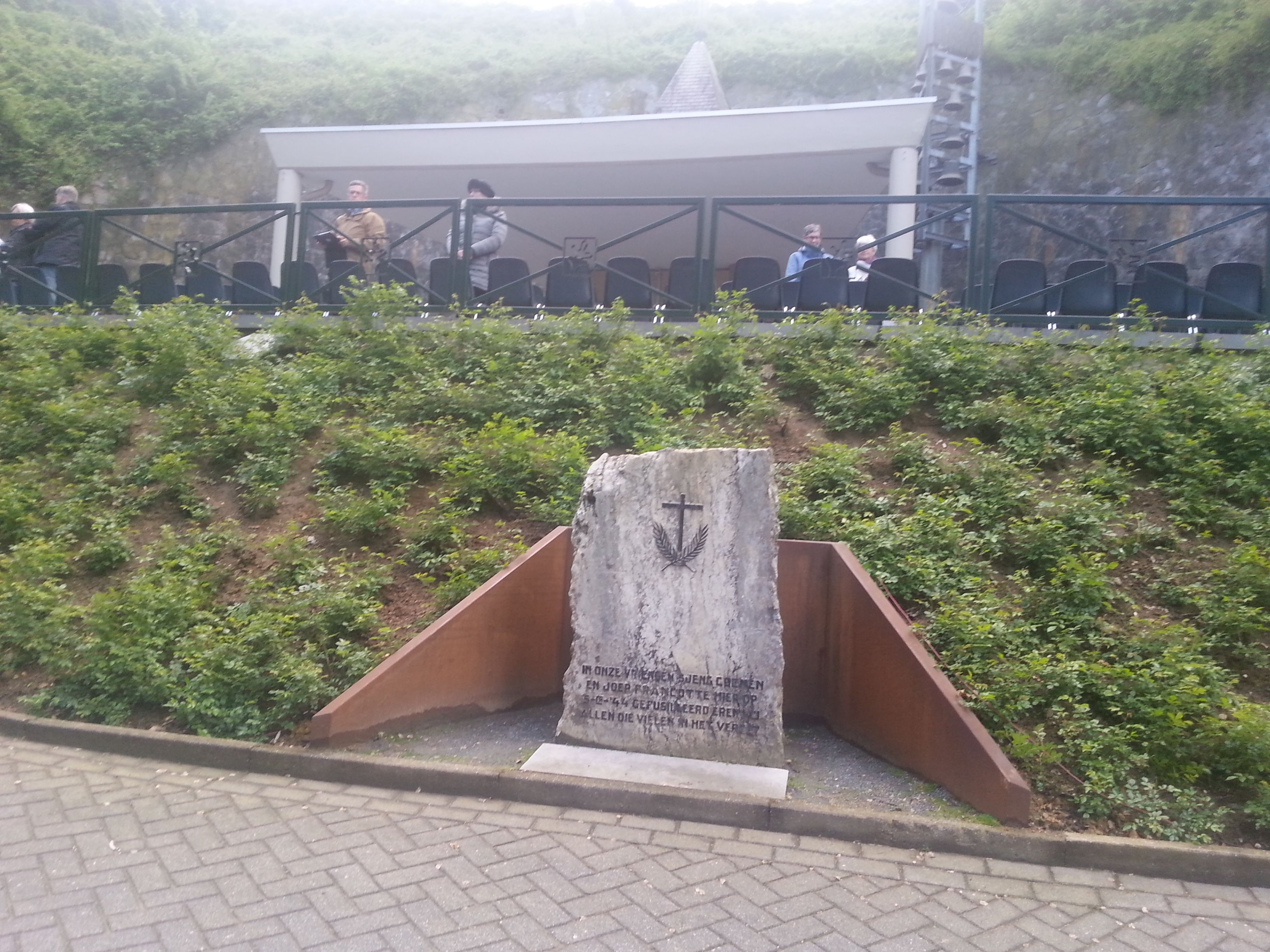
Gedenksteen voor Coenen en Francotte op de Cauberg in Valkenburg

Op de plek waar zij werden gefusilleerd staat een gedenksteen voor Coenen en Francotte. Daaracher werd het herdenkingsmonument van het Limburgs verzet opgericht. In 1958 werd er een zeshoekige kapel gebouwd met op de wanden de namen van de Limburgse verzetsmensen die zijn omgekomen in de Tweede Wereldoorlog. Bij deze kapel, het Provinciaal Verzetsmonument, vindt op 4 mei een dodenherdenking plaats. Tot 2005 was er jaarlijks begin september een aparte herdenking van de Limburgse verzetsmensen bij deze kapel.